# Moisiej Ruchimowicz
Moisiej Lwowicz Ruchimowicz, ros. Моисей Львович Рухимович (ur. w październiku 1889 we wsi Kagalnik w Obwodzie Wojska Dońskiego, zm. 29 lipca 1938 w miejscu egzekucji Kommunarka pod Moskwą) – rosyjski polityk komunistyczny żydowskiego pochodzenia, członek Komitetu Centralnego RKP(b)/WKP(b) (1924–1938), komisarz ludowy komunikacji ZSRR (1930–1931), przemysłu obronnego ZSRR (1936–1937), ofiara wielkiej czystki w ZSRR.

## Życiorys
Od 1904 członek Bundu, w latach 1906–1909 na emigracji w Turcji, Egipcie, Grecji i Bułgarii, po powrocie 1911 ukończył szkołę realną w Groznym, następnie studiował w Instytucie Technologicznym w Charkowie (nie ukończył studiów). Od 1913 działacz SDPRR(b), w latach 1914–1917 służył w armii rosyjskiej, od marca 1917 członek Komitetu SDPRR(b) w Charkowie, w grudniu 1917 członek Komitetu Rewolucyjnego guberni charkowskiej.
Od lutego do marca 1918 komisarz ds. wojskowych Doniecko-Krzyworoskiej Republiki Radzieckiej, w latach 1918–1919 komisarz Centralnego Zarządu ds. Formowania Armii Czerwonej Ukraińskiej SRR, w latach 1919–1920 członek Rady Komisarzy Ludowych Ukraińskiej SRR, 1920 kierownik Wydziału Przemysłu Górniczego Rady Komisarzy Ludowych Ukraińskiej SRR i wojskowy komisarz 42 Dywizji Piechoty, od 10 października do 20 listopada 1920 członek Rewolucyjnej Rady Wojskowej Frontu Południowo-Zachodniego, od grudnia 1920 do 1922 przewodniczący Komitetu Wykonawczego Rady Gubernialnej w Doniecku, w latach 1921–1922 członek Biura Gubernialnego Komitetu KP(b)U w Doniecku. W marcu 1921 brał udział w stłumieniu powstania w Kronsztadzie.
Od 14 grudnia 1921 do 20 listopada 1927 członek KC KP(b)U, w latach 1922–1923 przewodniczący Komitetu Wykonawczego Rady Powiatowej w Bachmucie. Od 17 maja 1924 do 16 października 1926 członek Biura Politycznego KC KP(b)U, w latach 1925–1926 przewodniczący Najwyższej Rady Gospodarki Narodowej (WSNCh) Ukraińskiej SRR, od 31 maja 1924 do 14 stycznia 1938 członek KC RKP(b)/WKP(b).
W latach 1926–1930 wiceprzewodniczący Najwyższej Rady Gospodarki Narodowej (WSNCh) ZSRR, od 17 lutego 1927 do 26 czerwca 1930 członek Biura Organizacyjnego KC WKP(b). Od 11 czerwca 1930 do 2 października 1931 komisarz ludowy komunikacji ZSRR, od czerwca 1934 do 8 grudnia 1936 zastępca ludowego komisarza przemysłu ciężkiego ZSRR, od 8 grudnia 1936 do 15 października 1937 komisarz ludowy przemysłu obronnego ZSRR.
W okresie wielkiej czystki 18 października 1937 aresztowany przez NKWD, 28 lipca 1938 skazany na śmierć przez Kolegium Wojskowe Sądu Najwyższego ZSRR pod zarzutem udziału w kontrrewolucyjnej organizacji terrorystycznej. Rozstrzelany następnego dnia w miejscu egzekucji Kommunarka pod Moskwą, i tam pochowany anonimowo.
14 marca 1956 pośmiertnie zrehabilitowany.
Odznaczony Orderem Lenina (7 lipca 1935) i Orderem Czerwonego Sztandaru (20 lutego 1928).